# Alchemilla holotricha
Alchemilla holotricha é uma espécie de rosácea do gênero Alchemilla, pertencente à família Rosaceae.